# Calamotropha diakonoffi
Calamotropha diakonoffi là một loài bướm đêm trong họ Crambidae.